# 白粉刺皮耳
白粉刺皮耳（学名：Heterochaete sanctae-catharinae）是属于银耳目银耳科刺皮耳属的一种真菌，群生于阔叶树枯枝上。该种分布于中国、巴西、古巴。